# Metaxypsyche trinidadensis
Metaxypsyche trinidadensis är en fjärilsart som beskrevs av Davis 1975. Metaxypsyche trinidadensis ingår i släktet Metaxypsyche och familjen säckspinnare. Inga underarter finns listade i Catalogue of Life.